# WOBI

## Sobre WOBI
WOBI es líder global en la producción y distribución de contenido de management.
Desde 1988, y en colaboración con expertos y líderes en la materia, WOBI tiene la misión de inspirar y ofrecer ideas prácticas a directivos para transformar sus organizaciones. 
Lo hace a través del World Business Forum, el punto de encuentro de directivos a nivel internacional para aprender de los líderes y expertos en management más influyentes y aprovechar oportunidades únicas de networking.
También ofrece Masterclasses online tanto en directo como on-demand, y soluciones formativas diseñadas a medida de cada organización.

## Historia
WOBI - en su origen HSM- se fundó en 1988.
Empezó con la organización de Expomanagement (posteriormente llamado World Business Forum) y fue expandiéndose a nivel internacional, llegando a tener presencia en Argentina (1994), México (2001), España (2002), Estados Unidos e Italia (2003), Australia (2013), Colombia (2015), Reino Unido (2018) y Singapur (2023).
En el año 2020, lanzó sus soluciones de contenido digitales.

## World Business Forum
El World Business Forum es el punto de encuentro para directivos, donde pueden inspirarse con las experiencias y claves del éxito de los expertos y líderes en management más influyentes a nivel internacional.
En la actualidad, el World Business Forum se celebra en Londres, Nueva York, México, Madrid, Milán, Bogotá, Sídney y Singapur.
Entre los ponentes que han participado en el World Business Forum, destacan el presidente William Jefferson Clinton, Sir Richard Branson, Janet Yellen, Alan Mulally, Carly Fiorina, Michael Porter, Jim Collins, James Cameron, Tom Peters, Chris Gardner, Ursula Burns, Arianna Huffington y Michael Phelps, entre muchos otros.

## WOBI TV
WOBI TV es el primer canal de televisión dedicado en exclusiva a la emisión de contenido especializado en management.
Creado en 2012, WOBI TV ofrece una completa programación con los expertos más influyentes en gestión empresarial y liderazgo, con programas como Ideas on Stage, Spotlight, On the Record y Experts in 7.